# Clotilde von Sachsen-Coburg und Gotha

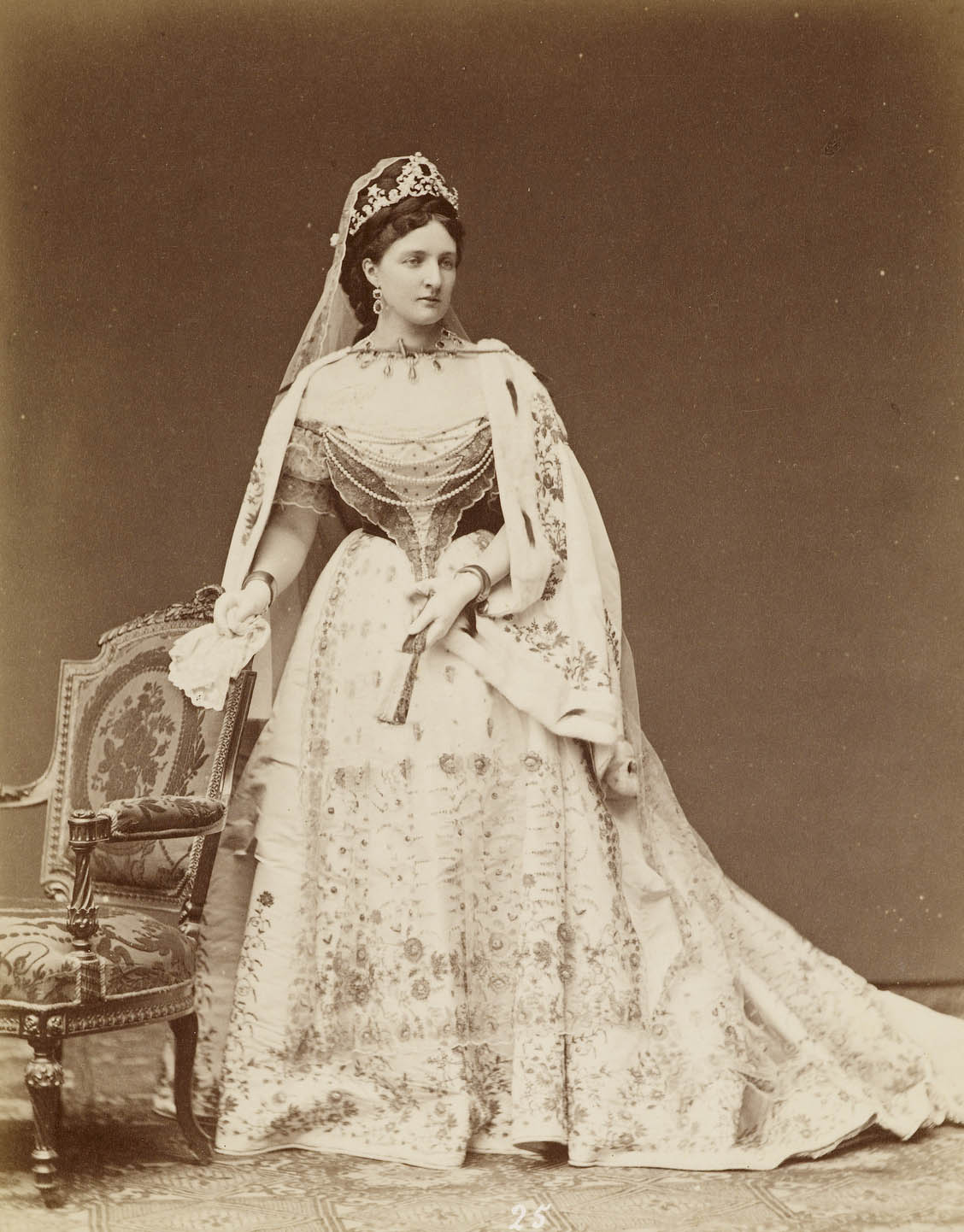
Erzherzogin Clotilde

Marie Adelheid Amalie Clotilde von Sachsen-Coburg und Gotha (* 8. Juli 1846 in Neuilly-sur-Seine, Frankreich; † 3. Juni 1927 in Alcsút, Ungarn) war eine Prinzessin von Sachsen-Coburg und Gotha aus der katholischen Seitenlinie Koháry und wurde durch Heirat Erzherzogin von Österreich.

## Leben
Clotilde war die älteste Tochter des Prinzen August von Sachsen-Coburg und Gotha (1818–1881) und dessen Ehefrau Clementine d’Orléans (1817–1907), Tochter des französischen Königs Louis Philippe. Ihr jüngster Bruder Ferdinand wurde 1887 König von Bulgarien.
Sie heiratete am 12. Mai 1864 in Coburg Erzherzog Joseph Karl Ludwig von Österreich (1833–1905), Sohn von Erzherzog Josef Anton von Österreich, Palatin von Ungarn, und Herzogin Maria Dorothea von Württemberg. Die Prinzessin hatte die Werbung während einer Reise mit ihrer Familie in Konstanz erhalten, wo sich auch ihr künftiger Mann gemeinsam mit seinem Bruder Stefan aufhielt. Die Ehe wurde aus Neigung geschlossen und galt als glücklich.
Clotilde war Sternkreuzordensdame. Sie starb auf Schloss Alcsút und wurde gemeinsam mit ihrem Mann und ihren Kindern in der Gruft der Palatine im königlichen Palast in Buda bestattet. Die Gräber wurden in den 1970er Jahren geplündert und schwer beschädigt. In den 1980er Jahren wurden sie wieder restauriert.

## Nachkommen
Aus ihrer Ehe hatte Clotilde folgende Kinder
- Elisabeth (1865–1866)
- Maria Dorothea (1867–1932)

⚭ 1896 Herzog Philipp von Orléans (1869–1926)
- Margarethe (1870–1955)

⚭ 1890 Fürst Albert von Thurn und Taxis (1867–1952)
- Joseph August (1872–1962)

⚭ 1893 Prinzessin Auguste Maria Luise von Bayern (1875–1964)
- Ladislaus Philipp (1875–1895)
- Elisabeth (1883–1958)
- Klothilde (1884–1903)